# Hahnheim
Hahnheim est une municipalité de la Verbandsgemeinde Nierstein-Oppenheim, dans l'arrondissement de Mayence-Bingen, en Rhénanie-Palatinat, dans l'ouest de l'Allemagne.

## Illustrations

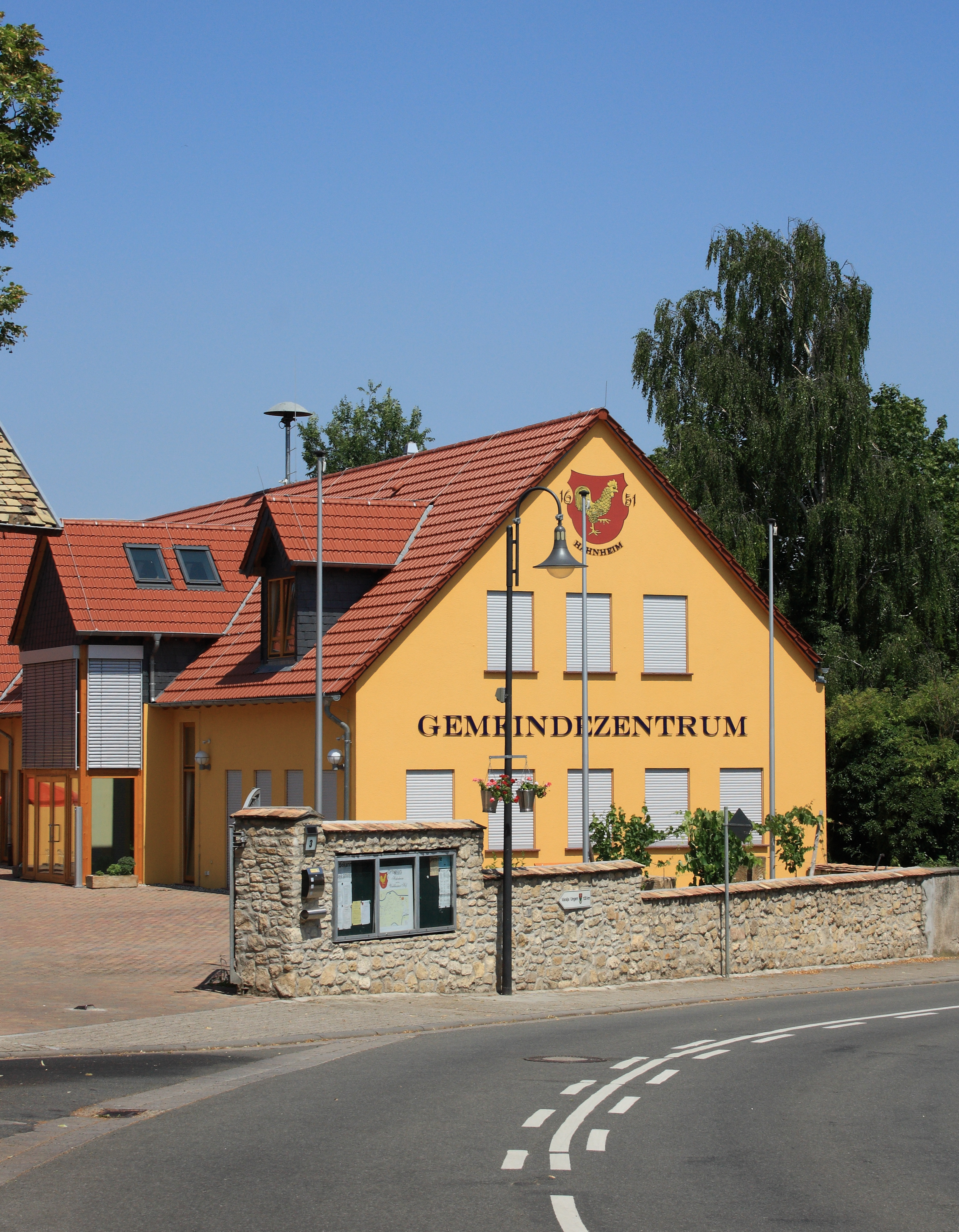
Mairie de Hahnheim
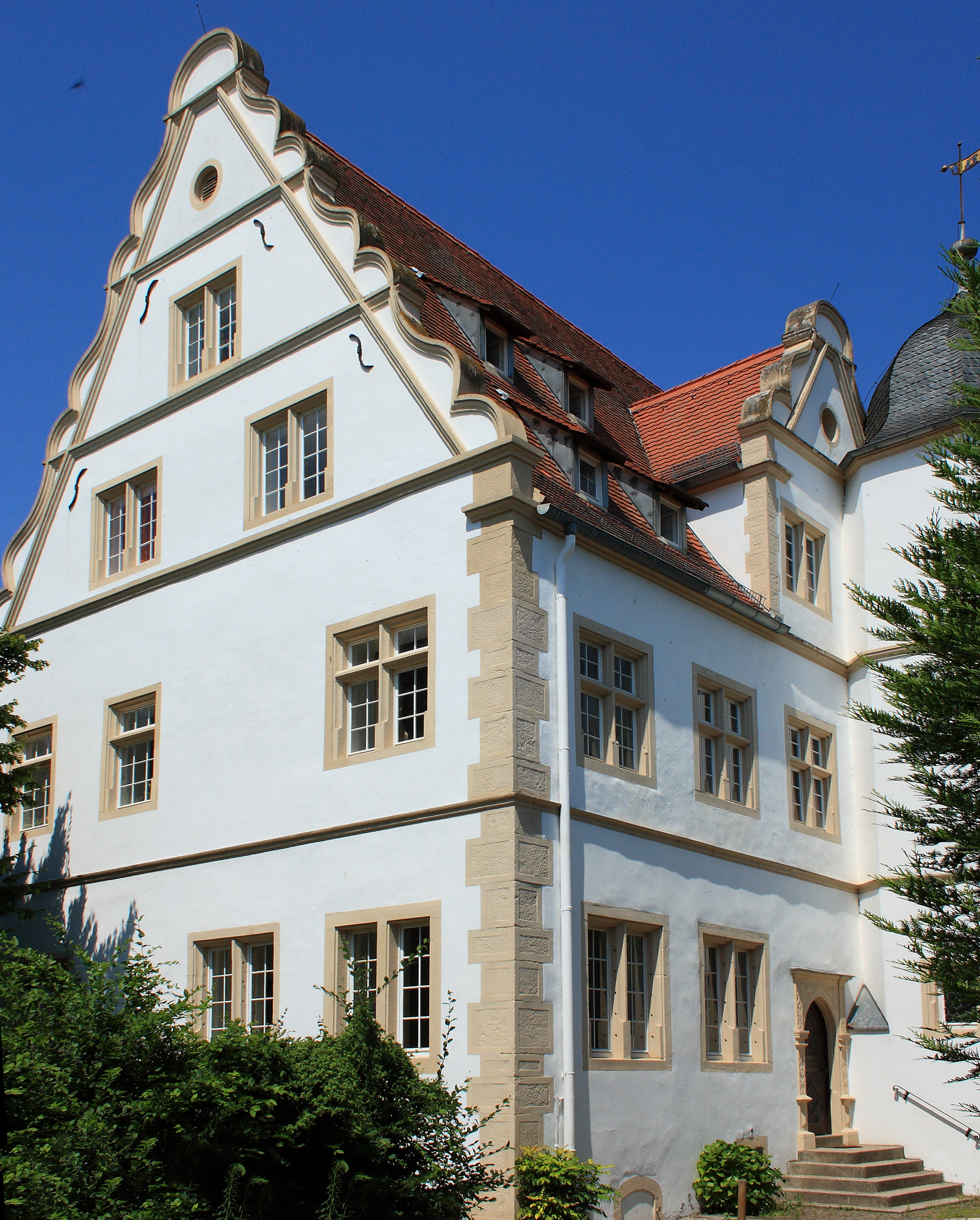
École de Hahnheim
Localisation de Hahnheim dans la Verbandsgemeide et dans l'arrondissement